# Jairus Lyles
Pour les articles homonymes, voir Lyles.
Jairus Lyles, né le 6 juillet 1995 à Silver Spring, Maryland, est un joueur américain de basket-ball. Il évolue aux postes de meneur et d'arrière.

## Biographie

### Carrière universitaire
Après avoir joué au lycée DeMatha Catholic à Hyattsville, Maryland, où il a notamment joué avec Victor Oladipo, il choisit d'entrer dans l'équipe universitaire des Rams de l'université du Commonwealth de Virginie.
Pour sa première année universitaire en 2013-2014, il joue sous les ordres de l'entraîneur Shaka Smart (en) et a des moyennes de 0,7 point, 0,2 rebond et 0,3 passe décisive en seulement 2,9 minutes par match. Il marque seulement deux tirs durant la saison, avec un meilleur total de trois points à deux occasions, contre Fordham et Rhode Island.
Après la saison, il est transféré chez les Colonials de Robert Morris mais est contraint de rester sur le banc en 2014-2015 en raison des règles d'admissibilité. Après un semestre à Robert Morris, Lyles est transféré à l'université du Maryland, Comté de Baltimore (UMBC) où il pourra jouer pour les Retrievers à partir de la saison 2015-2016.
En tant qu'étudiant de deuxième année pour UMBC, il a un impact immédiat avec des moyennes de 23,0 points, 5,5 rebonds et 2,8 passes décisives par match et est nommé dans le second meilleur cinq majeur All-America Est Conference.
Pour sa troisième année universitaire, Lyles a des moyennes de 18,9 points, 6,6 rebonds et 2,6 passes décisives et est de nouveau nommé dans le second meilleur cinq majeur All-America Est Conference. Il marque un total de 604 points, battant le record de l'université pour le plus grand nombre de points par un joueur de troisième année, un joueur junior.
Le 10 novembre 2017, Lyles fait ses débuts dans sa quatrième année universitaire contre SMU, match qu'il termine avec 24 points et 5 passes décisives. Au match suivant, il termine avec 31 points, 5 rebonds, 4 passes décisives et 3 interceptions dans une défaite face aux Wildcats de l'Arizona. Le 19 novembre, Lyles réalise un double-double avec 26 points et 11 rebonds contre Colgate. Le 15 janvier 2018, il réalise son meilleur total de points avec 35 unités pour aider UMBC à battre Hartford. À la fin de la saison, Lyles est nommé dans le meilleur cinq majeur All-America East. Le 10 mars, lors du match de championnat du Tournoi America East 2018 contre Vermont, Lyles marque 27 points, dont le tir à trois point de la victoire alors qu'il restait 0,5 seconde à jouer dans le temps réglementaire. Il est nommé MOP (Most Oustanding Player) de ce tournoi. Le 16 mars, lors du premier tour de la March Madness 2018, Lyles termine meilleur marqueur avec 28 points (à 9 sur 11 aux tirs) pour aider UMBC à battre de 20 points l'équipe tête de série des Cavaliers de la Virginie. Ce match marque la première fois dans l'histoire du tournoi qu'une équipe en 16e position bat une équipe en 1re position. Après cette performance, Lyles attire l'attention nationale et son histoire figure dans des reportages du Washington Post et de USA Today.

### Carrière professionnelle
Le 21 juin 2018, lors de la draft 2018 de la NBA, automatiquement éligible, il n'est pas sélectionné. Il participe à la NBA Summer League 2018 avec le Jazz de l'Utah. Il est le premier joueur provenant de l'UMBC depuis 12 ans à participer à la NBA Summer League. Le 12 juillet 2018, il signe avec le Jazz de l'Utah. Après avoir disputé cinq matches de pré-saison, Lyles est libéré le 14 octobre. Le Jazz ajoute Lyles dans son équipe affiliée de G-League, les Stars de Salt Lake City.

## Statistiques

### Universitaires
| Saison    | Équipe | Matchs | Titul. | Min./m | % Tir | % 3pts | % LF | Rbds/m. | Pass/m. | Int/m. | Ctr/m. | Pts/m. |
| --------- | ------ | ------ | ------ | ------ | ----- | ------ | ---- | ------- | ------- | ------ | ------ | ------ |
| 2013-2014 | VCU    | 20     | 0      | 2,9    | 10,0  | 12,5   | 66,7 | 0,20    | 0,25    | 0,25   | 0,00   | 0,65   |
| 2015-2016 | UMBC   | 21     | 19     | 36,2   | 47,2  | 34,2   | 69,8 | 5,52    | 2,81    | 2,52   | 0,00   | 22,95  |
| 2016-2017 | UMBC   | 32     | 31     | 34,6   | 44,2  | 31,9   | 72,8 | 6,59    | 2,59    | 1,69   | 0,03   | 18,88  |
| 2017-2018 | UMBC   | 33     | 32     | 34,9   | 43,9  | 39,0   | 79,2 | 5,55    | 3,55    | 2,06   | 0,18   | 20,15  |
| Total     |        | 106    | 82     | 29,0   | 44,4  | 35,2   | 73,9 | 4,85    | 2,49    | 1,70   | 0,07   | 16,64  |

### Professionnelles
| Saison    | Équipe         | Matchs | Titul. | Min./m | % Tir | % 3pts | % LF | Rbds/m. | Pass/m. | Int/m. | Ctr/m. | Pts/m. |
| --------- | -------------- | ------ | ------ | ------ | ----- | ------ | ---- | ------- | ------- | ------ | ------ | ------ |
| 2018-2019 | Salt Lake City | 46     | 14     | 26,7   | 39,0  | 40,3   | 81,8 | 3,63    | 4,07    | 1,39   | 0,13   | 12,87  |
| Total     |                | 46     | 14     | 26,7   | 39,0  | 40,3   | 81,8 | 3,63    | 4,07    | 1,39   | 0,13   | 12,87  |

## Palmarès
- First-team All-America East (2018)
- 2× Second-team All-America East (2016, 2017)

## Vie privée
Jairus est le fils de Lester Lyles (en) et Carol Motley. Son père, Lester, est joueur de football américain pendant quatre ans pour les Cavaliers de la Virginie avec qui, il remporte le Peach Bowl en 1984, avant de passer sept saisons dans la National Football League (NFL). Sa mère, Carol, fréquente également l'université de Virginie. En plus, la sœur de Jairus, Symone, joue quatre saisons de basket-ball pour les Bobcats de l'Ohio. Ses parents divorcent ensuite et Jairus est élevé principalement par sa mère.